# Kholm
Pour les articles homonymes, voir Kholm (homonymie).
Kholm (en russe : Холм) est une ville de l'oblast de Novgorod, en Russie, et le centre administratif du raïon de Kholm. Sa population s'élevait à 3 704 habitants en 2013.

## Géographie
Kholm se trouve au point de confluence des rivières Lovat et Kounia, à 153 km au sud de Novgorod.

## Histoire
La première mention de Kholm remonte à 1144 : c'ést alors Kholm Pogost. Au Moyen Âge, la localité, qui est ensuite le siège des princes Kholmski, résiste à d'innombrables sièges menés par les Lituaniens, les Polonais, et les Suédois. En 1777, la localité devient l'ouïezd Kholmsk.
Pendant la Seconde Guerre mondiale, Kholm est occupée par l'Allemagne nazie le 3 août 1941. Elle est le théâtre d'un combat d’encerclement (→ poche de Kholm) en 1942. Elle est libérée le 21 février 1944 par le deuxième front de la Baltique de l'Armée rouge au cours de l'opération Toropets-Kholm. La ville est complètement détruite et sa population actuelle ne représente plus que la moitié de celle d'avant-guerre.
Du 22 août 1944 au 2 octobre 1957, Kholm fait partie de l'oblast de Velikie Louki. Après la suppression de cette oblast, elle est rattachée à l'oblast de Novgorod.

## Patrimoine
Dans la zone de forêt dense et de marécages située à l'ouest de Kholm, se trouve le monastère aujourd'hui déserté de Rdeïski.

## Population
Recensements (*) ou estimations de la population :
| 1856  | 1897* | 1917  | 1926* | 1939* | 1959* |
| ----- | ----- | ----- | ----- | ----- | ----- |
| 5 100 | 5 894 | 6 006 | 5 533 | 6 071 | 2 977 |

| 1970* | 1979* | 1989* | 2002* | 2010* | 2013  |
| ----- | ----- | ----- | ----- | ----- | ----- |
| 3 827 | 4 435 | 4 849 | 4 325 | 3 829 | 3 704 |